# Virtueel kantoor
Een virtueel kantoor is software die op een centrale server organisatie, communicatie en samenwerkingsdata beheert. De gebruiker heeft toegang tot zijn gegevens vanaf eender welk met het internet verbonden toestel, pc, laptop, pda, smartphone enz. via een webbrowser. Concreet bestaat deze software uit een aantal tools zoals e-mail, agenda, adresboek, documentbeheer, taken, een CRM-systeem en een CMS.
ContactOffice en Microsoft 365 zijn twee closedsource-voorbeelden.

## Kenmerken
- Universele toegang - De gebruiker kan zijn gegevens op dezelfde manier bereiken op het werk, thuis, tijdens een vergadering, in het hotel, in een cybercafé enz.
- Beveiliging - De gegevens worden niet meer bewaard op de harde schijf van de computer van de gebruiker, die kan worden gestolen, verloren of beschadigd raken. De gegevens blijven in geval van problemen steeds beschikbaar.
- Openheid - Traditionele samenwerkingssoftware is gericht op een organisatie. Een virtueel kantoor laat samenwerking toe tussen verschillende organisaties.
- Abonnement - In plaats van een licentie aan te schaffen, betaalt de gebruiker een maandelijkse of jaarlijks bedrag. Bepaalde uitgevers bieden daarenboven een gratis basis versie aan.

## Voorbeelden
Open source:
- Covide
- OpenGoo

Closed source:
- ContactOffice
- Microsoft 365